# Elisa van Riessen
Elisa van Riessen (18 januari 1962) is een Nederlandse actrice.
Elisa van Riessen is in 1989 afgestudeerd aan de Toneelschool Amsterdam. Ze speelde rollen in diverse theater-, film- en televisieproducties, waaronder de televisieseries Flikken Maastricht,  SpangaS en Adem in, Adem uit. Ook speelde ze in de Amerikaanse televisieserie Atlanta met Donald Glover in de hoofdrol. In 2023 speelde zij in Goede tijden, slechte tijden de rol van Margriet Seegers die de cliffhanger van seizoen 2023 veroorzaakt, in 2024 in de serie Jackson & Malone

## Theater
Selectie:
- 1987: Mishima-project Zomerworkshop 1987 - InterNESional
- 1987: Dorothy's Latest - The Bank
- 1989: Wienerwald - Theater Persona
- 1989: Trampoline - Theaterschool
- 1990: Wie is er bang voor Stanislavski? - De Nieuwe Groep
- 1990: Voer - Theatergroep Hollandia
- 1991: Freule Julie - De Nieuw Amsterdam
- 1991: Stappen - Theater Close-Up
- 1992: Nora - ELS theater
- 1992: Bezwering - Amphitheater
- 1992: Ik heb gebeden en geloof niet eens in God - Theater Frascati
- 1993: De zelfmoordenaar - Lantaren / Venster Producties
- 1994: Crazy Little Thing - Amphitheater
- 1994: Pericles - Amphitheater
- 1997: Trilogie van het weerzien - Theaterschool
- 1997: Lunch - Theatercombinatie Bellevue / Nieuwe de la Mar
- 2004: Toneelspel - Stichting Bleu Theaterproducties